# سلفاميثيزول
سلفاميثيزول Sulfamethizole مضاد حيوي من زمرة السلفوناميدات. ذو تأثير قصير.

## الحرائك الدوائية
- الامتصاص: عبر الجهاز الهضمي.
- الاستقلاب: يخضع لأستلة خفيفة.
- الارتباط البروتيني: 98-99%.
- العمر النصفي: 1.5-3 ساعات.
- الإطراح: يطرح سريعاً عن طريق البول.[4]

## آليه عمله
يثبط حمض النيوكليك الجرثومي.

## الجرعة
- البالغين: 1.5-4 غ/يوم فموياً على 3-4 دفعات.
- ألأطفال: 30-45 ملغ/كغ/يوم على 3-4 دفعات.
- قد يكون هناك حاجة لتقليل الجرعة في حالة الاضراب الكلوي والكبدي.

## مضادات الاستطباب
1. القصور الكلوي أو الكبدي الحاد.
2. اضطرابات الدم.
3. فرط الحساسية للسلفوناميدات.
4. بورفيريا حادة.
5. الأطفال بأعمار أقل أو تساوي الشهرين.
6. الحمل والإرضاع.
7. SLE.

## تحذيرات
1. الاضطرابات الكلوية والكبدية.
2. إصابة سابقة بالحساسية أو الربو.
3. الإيدز.
4. عوز أنزيم G6PD.
5. الكهولة.
6. يجب أخذ سوائل كافية لتقليل خطر بيلة البلورات.
7. يجب التوقف عنه عند حصول طفح.

## التأثيرات الجانبية
- غثيان، إقياء، قهم (فقد شهية)، إسهال، ارتفاع ضغط الدم، SLE، متلازمة شبيهة بداء المصل، تنخر الكبد وتضخم الكبد، التهاب عضلة القلب، التهاب أسناخ تليفي و eosinophilia رئوية، يرقان ويرقان نووي عند الولدان الخدج، التهاب كولون غشائي كاذب.
- احتمالات مميتة: Blood dyscrasias، متلازمة ستيفن جونسون، تنخر بشرة سام، فرط الحساسية.

## التداخلات الدوائية
- يعزز فعالة مضادات التخثر الفموية، والميثوتريكسات، والفينتوئين.
- يزيد خطر بيلة البلورات التي تؤثر على حمض البول.
- يزيد خطر blood dyscrasias مع الكلوزابين clozapine.
- يزيد خطر نقص سكر الدم مع التولبوتاميد tolbutamide.
- احتمالات مميتة: يزيد خطر تأذي الكلية مع ميثين أمين methenamine.

## التداخلات المخبرية
- يعرقل اختبار اليوريا، الكرياتينين، غلكوز البول، مولد اليوروبيلين.

## الحمل
ينتمي لأدوية المجموعة C. وللمجموعة D إذا أعطي بفترات متقاربة.

## طرق الإعطاء
فموي